# CAL Cargo Air Lines

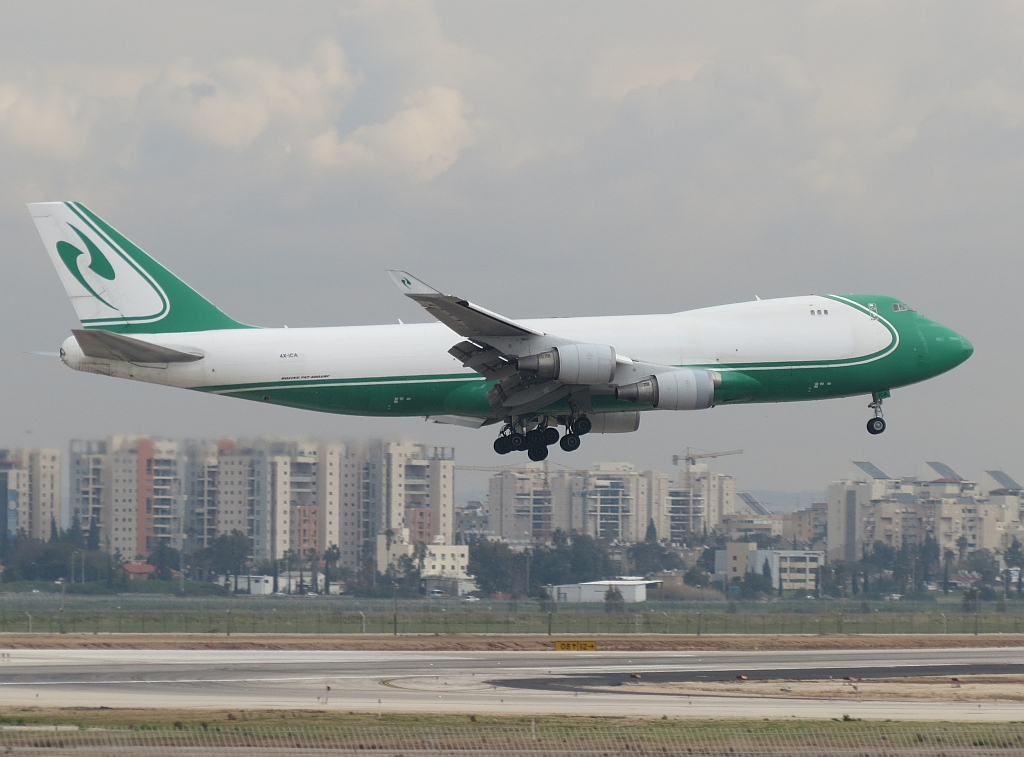
CAL Boeing 747-400F 4X-ICA

CAL Cargo Air Lines (hebr. ק.א.ל) – izraelska linia lotnicza (kod linii IATA: ICL), obsługująca połączenia towarowe pomiędzy jej macierzystym portem lotniczym im. Ben Guriona a lotniskami w Europie i reszcie świata. Linia przewozi 100 tys. t ładunków rocznie, w tym świeże płody rolne, materiały przemysłowe, ciężkie maszyny i samochody.

## Historia
Linia lotnicza została założona w czerwcu 1976, rozpoczynając swoją działalność przewoźniczą 2 listopada. Początkowo przewozy prowadzono samolotami transportowymi wynajmowanymi od linii El Al Israel Airlines, jednak od 1 grudnia 1999 spółka dysponuje już własnymi samolotami.
Obecnie spółka należy w całości do Organizacji Izraelskich Spółdzielni Rolniczych i przewozi w większości płody rolne z Izraela na europejskie rynki zbytu.

## Porty docelowe
Samoloty CAL Cargo Air Lines docierają do następujących miast:

### Ameryka Północna
- Stany Zjednoczone
  - Chicago (port lotniczy Chicago-O’Hare)
  - Nowy Jork (port lotniczy Nowy Jork-JFK)

### Azja
- Izrael
  - Tel Awiw (port lotniczy Tel Awiw-Ben Gurion)

### Europa
- Belgia
  - Liège (port lotniczy Liège)
- Holandia
  - Amsterdam (port lotniczy Amsterdam-Schiphol)
- Luksemburg
  - Luksemburg (port lotniczy Luksemburg)

## Obecny skład floty
CAL Cargo Air Lines obecnie posiada: